# La Cité des enfants perdus (jeu vidéo)
Pour le film français, voir La Cité des enfants perdus.
La Cité des enfants perdus est un jeu vidéo d'aventure développé et édité par Psygnosis, sorti en mars 1997 sur DOS, PlayStation et Windows. Le jeu est adapté du film La Cité des enfants perdus (1995) de Marc Caro et Jean-Pierre Jeunet.

## Scénario
Miette est contrainte de commettre des cambriolages pour le compte des directrices siamoises.

## Système de jeu
Le soft est un jeu d'aventure classique reprenant un gameplay semblable à Resident Evil.

## Accueil
La presse spécialisée a réservé un accueil mitigé au titre.